# Takami Akai

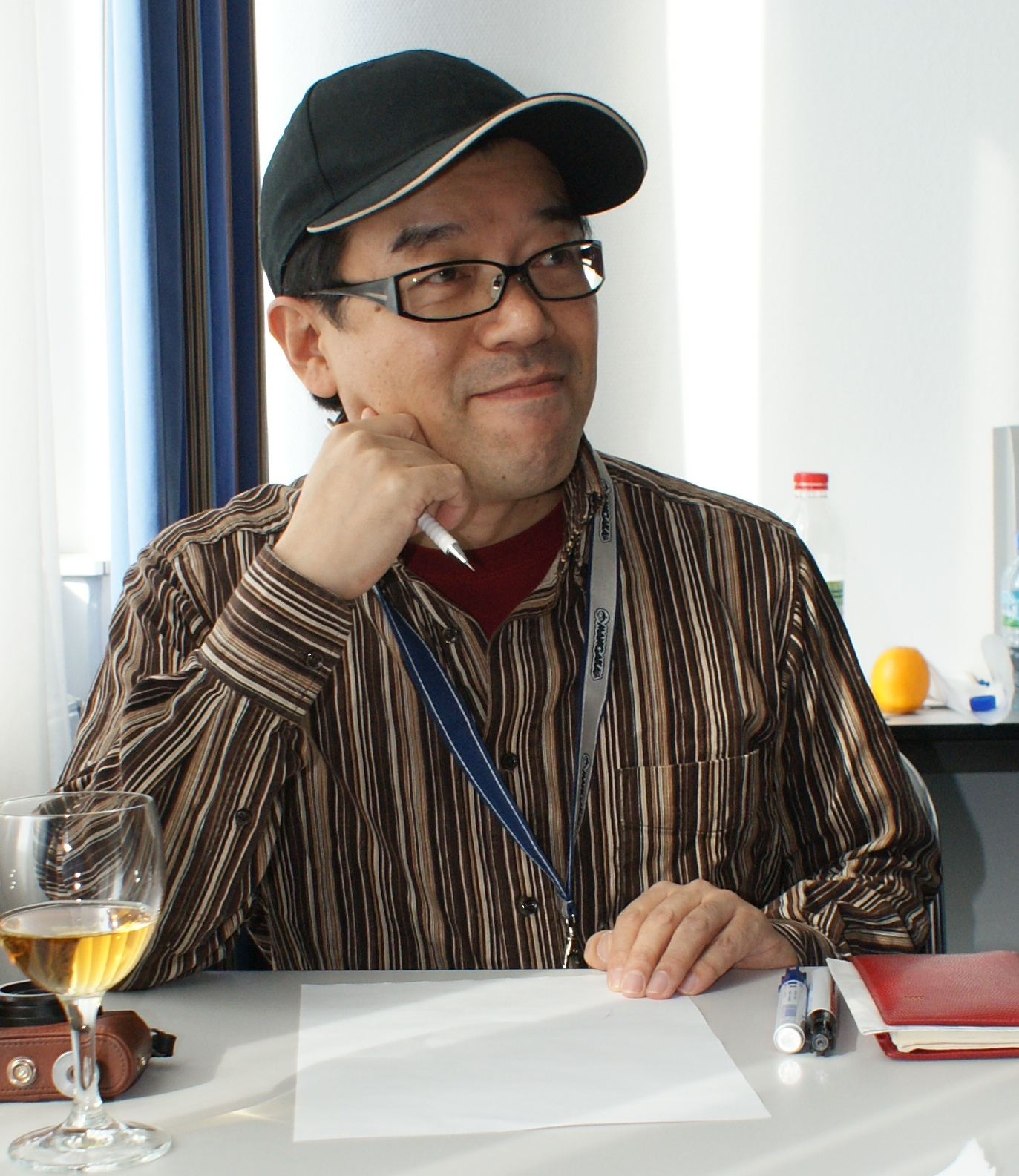
Takami Akai auf der Connichi 2008

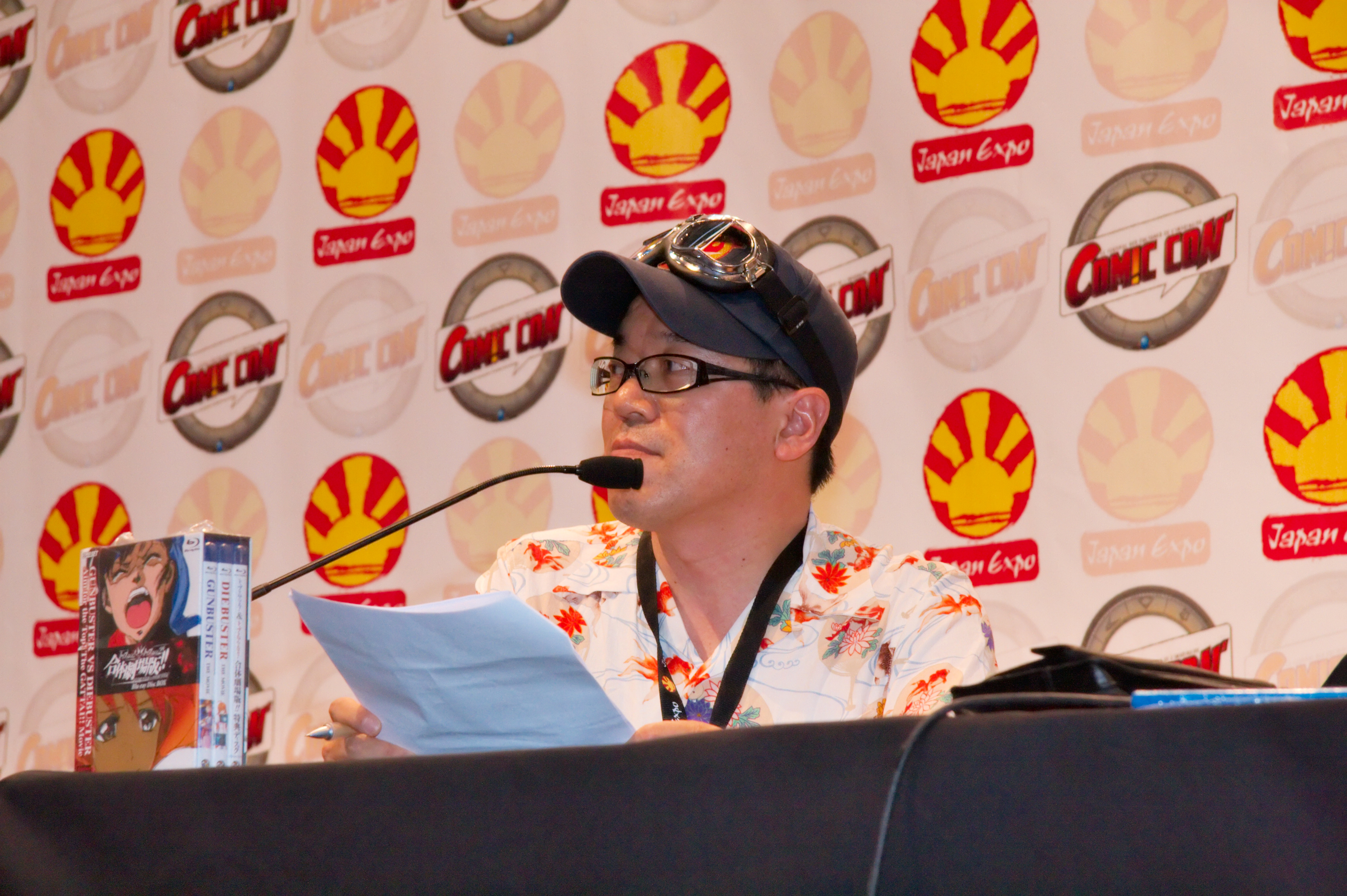
Takami Akai auf der Japan Expo 2009 in Paris

Takami Akai (jap. 赤井 孝美, Akai Takami; * 21. November 1961 in Yonago) ist ein japanischer Illustrator, Character Designer und Spieleschöpfer. Takami Akai ist Gründungsmitglied und früherer Vorsitzender von Gainax sowie Gründer des Spieleentwicklers Nine Lives. Takami Akai ist verheiratet mit der Mangaka Kimiko Higuchi (ひぐち きみこ, Higuchi Kimiko).

## Biografie
Takami Akai schloss die Tottori-Präfekturoberschule Sakai (鳥取県立境高等学校, Tottori-kenritsu Sakai kōtō gakkō) in Sakaiminato ab. Danach besuchte er die Kunsthochschule Ōsaka im Fachbereich Bildplanung (映像計画学科, Eizō keikaku gakka; heute: Fachbereich Bild) der Fakultät für Kunstwissenschaften. Während des Studiums nahm er 1981 an der Produktion des Eröffnungsfilms zur japanischen Science-Fiction-Convention Daicon III teil, wo er für das Character Design verantwortlich war. Mit seinen Kommilitonen Hiroyuki Yamaga und Hideaki Anno, die ebenfalls zum Produktionskomitee gehörten, gründete er die Independantfilmgruppe Daicon Film, aus der 1984 das Animationsstudio Gainax hervorging.
Bei der Daicon-Film-Produktion Kaettekita Ultraman fiel er als Spezialregisseur durch seine effektvolle Nutzung von Papierarbeiten und seine Kameraführung auf, so dass einige Jahre später Tsuburaya Production, der Produzent der Ultraman-Reihe, die Erlaubnis gab die Spezialeffekteszenen auf DVD zu veröffentlichen.
Bei den Illustrationen zum ersten Princess Maker (1991) orientierte er sich am Stil von Alfons Maria Mucha. Zusammen mit Hiroyuki Morioka entwickelte er zu dessen Seikai-Reihe das Alphabet Ath.
Am 4. April 2007 postete Takami Akai auf der Seite einer Gainax-Angestellten im Social Network mixi, nachdem er einen kritischen Thread auf 2channel bezüglich Tengen Toppa Gurren-Lagann gelesen hatte: „So etwas ernsthaft zu lesen, ist wie sein Gesicht an einen Anus zu halten und einen tiefen Zug zu nehmen.“ Dies führte zu einer Kontroverse im Internet, in deren Verlauf Takami Akai am 27. April als Produzent der Serie und als Gainax-Vorsitzender zurücktrat.

## Werk (Auswahl)
- Aikoku Sentai Dai-Nippon (愛國戰隊大日本; Daicon Film)
- Akai Takami WORKS (赤井孝美WORKS)
- Dennō Gakuen (電脳学園)
- Dragon Quest: Fantasia Video (ドラゴンクエスト ファンタジア・ビデオ)
- Eröffnungsanimation zur Daicon III
- Eröffnungsanimation zur Daicon IV (Daicon Film)
- Götzendiener (ゲッツェンディーナー, Gettsendīnā)
- Jisshaban: Appleseed (実写版 アップルシード)
- Kaettekita Ultraman (帰ってきたウルトラマン; Daicon Film)
- Princess Maker
- Puchi Puri Yucie (ぷちぷり*ユーシィ)
- Seikai no Monshō/Senki
- Tengen Toppa Gurren-Lagann
- Wings of Honneamise
- Yamata no Orochi Gyakushū (八岐之大蛇の逆襲; Daicon Film)